# Augusto De Luca
Augusto De Luca (Nápoly, 1955. július 1.) olasz fotóművész, művész. 1977-től professzionális fotós. Hagyományos építészet. Kísérletezés. Portrék.

## Élete
1975-ben kezdett el fotózni. 1995-ben elhagyva szülővárosát, Rómába költözött, ahol most is él és dolgozik.
1977-ben rendezte első önálló kiállítását Nápoly.
1984 nyarán Augusto De Luca meghívásának köszönhetően részt vett az Arles-ban évente megrendezett Nemzetközi Fotótalálkozón. A fesztivál indította el az európai hírnév útján.
1996-ban Città di Roma-díjjal tüntette, az ő könyve “Roma Nostra”.
Több mint 20 ezer fényképe jelent meg hazai és külföldi újságokban egyaránt.
"A kedvenc kamerája a Hasselblad 6×6".

## Könyvei
- (1986) Napoli Mia.(Centro Il Diaframma / Canon Edizioni Editphoto Srl)
- (1987) Napoli Donna.(Centro Il Diaframma / Canon Edizioni Editphoto Srl)
- (1995) Trentuno napoletani di fine secolo. Electa, Naples, ISBN 88-435-5206-6
- (1996) Roma Nostra. Gangemi Editore, Rome, ISBN 978-88-7448-705-9
- (1997) Napoli grande signora. Gangemi Editore, Rome, ISBN 978-88-7448-775-2
- (1998) Il Palazzo di giustizia di Roma. Gangemi Editore, Rome, ISBN 978-88-492-0231-1
- (1998) Firenze frammenti d'anima. Gangemi Editore, Rome, ISBN 978-88-7448-842-1
- (1999) Bologna in particolare. Gangemi Editore, Rome, ISBN 978-88-7448-980-0
- (2000) Milano senza tempo. Gangemi Editore, Rome, ISBN 978-88-492-0093-5
- (2001) Torino in controluce. Gangemi Editore, Rome, ISBN 978-88-492-0211-3
- (2002) Tra Milano e Bologna appunti di viaggio. Gangemi Editore, Rome, ISBN 978-88-7448-980-0
- (1992) Swatch Collectors Book 1. Editore M. Item – Switzerland, ISBN 88-86079-01-X
- (1992) Swatch Collectors Book 2. Editore M. Item – Switzerland, ISBN 88-86079-00-1

## Kiállításai
- 1979 : Rassegna della nuova creatività, galleria Lucio Amelio – Nápoly, Olaszország
- 1981 : Italian Culture Institute – New York, USA.
- 1982 : Arteder '82 – Bilbao, Spanyolország.
- 1982 : Museo Italo Americano – San-Fransisko, USA.
- 1982 : Galleria Fotografia Oltre – Chiasso, Svájc.
- 1982 : Galleria Civica – Modena, Olaszország
- 1983 : Italian Cultural Society – Sacramento, California – USA.
- 1983 : Journées internationales de la photographie – Montpellier, Franciaország.
- 1983 : Galeria Diaframma – Milánó, Olaszország
- 1983 : Galleria Camara Oscura – Logroño, Spanyolország.
- 1983 : Italian – American Museum – San Francisco, California – USA.
- 1984 : Institut italien de la Culture – Lille, Franciaország.
- 1984 : Associacion Nacional Fotografos – Barcelona, Spanyolország.
- 1984 : Rencontres d'Arles – Arles, Franciaország.
- 1984 : Dept.of art of the University of Tennessee – Chattanooga, Tennessee, USA.
- 1985 : Ecole des Beaux-Arts – Tourcoing, Franciaország.
- 1985 : Galleria Vrais rêves – Lyon, Franciaország.
- 1985 : Forum exposition "Un mois pour la photographie" – Centre culturel de Bonlieu, Annecy.
- 1986 : Galleria Hasselblad – Göteborg, Svédország.
- 1986 : Festival d'animation audiovisuelle – Saint-Marcellin (Isère) Franciaország.
- 1986 : Musée d'art moderne – Liegi, Belgium.
- 1987 : Museo Principe Diego Aragona Pignatelli Cortes – Nápoly, Olaszország
- 1988 : Incontri Internazionali d'Arte (Palazzo Taverna) – Róma, Olaszország
- 1995 : Museo Ancien – Grignan, Franciaország.
- 1996 : Camera dei deputati – Róma, Olaszország
- 1996 : Museo di Roma (Palazzo Braschi) – Róma, Olaszország

## Képgaléria

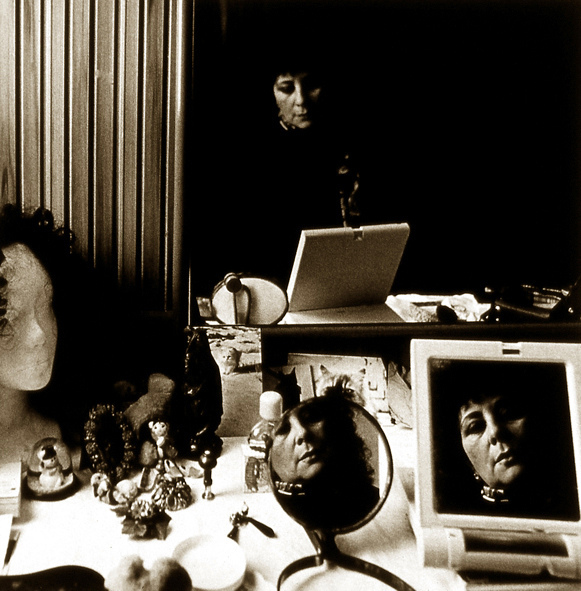
Isa Danieli (színésznő)
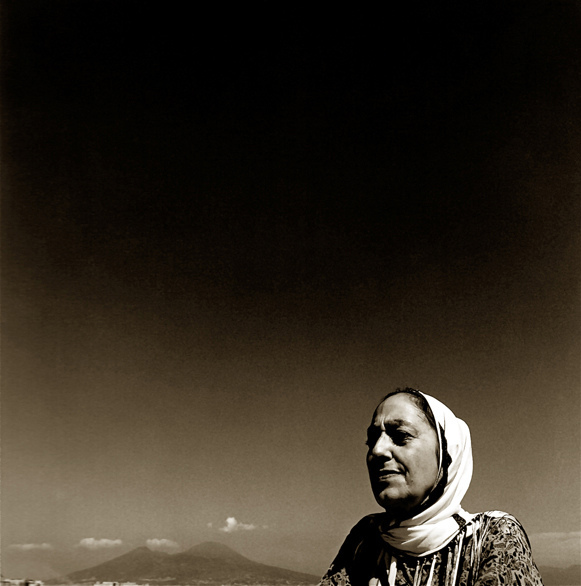
Concetta Barra (színésznő)
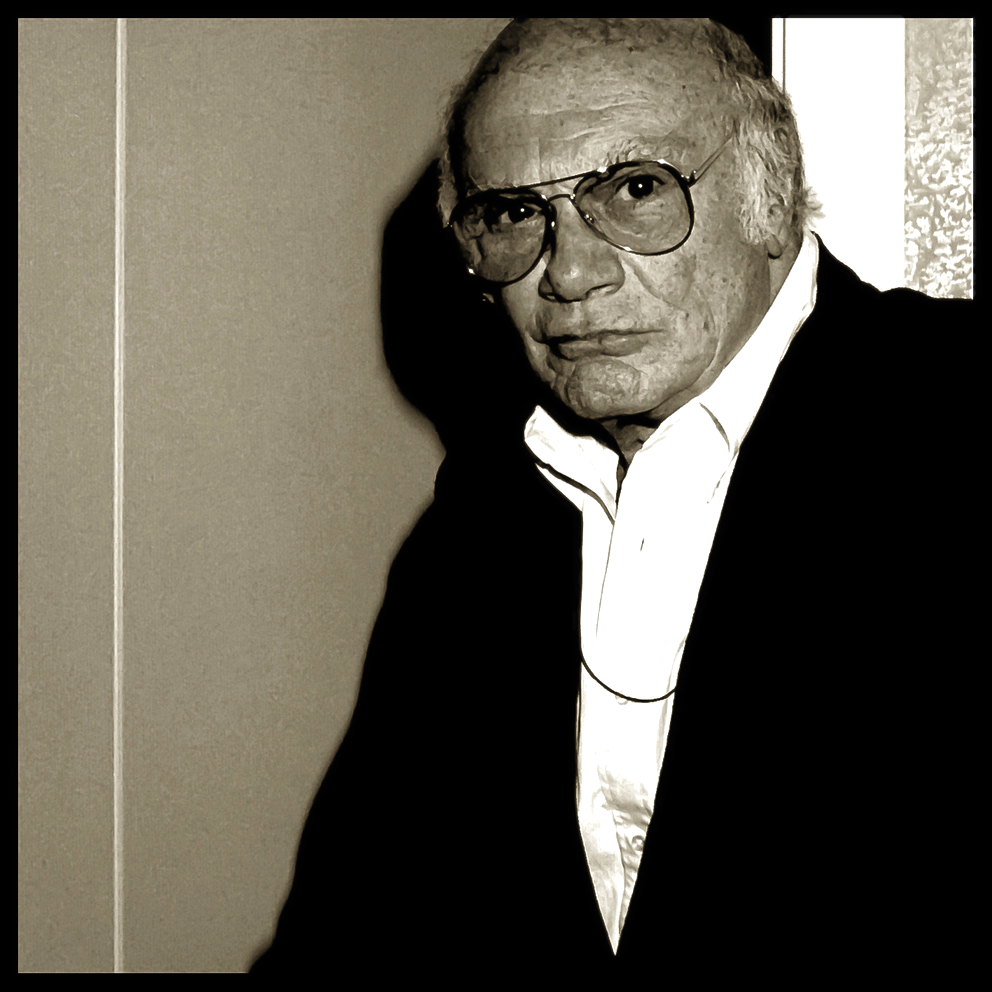
Francesco Rosi (filmrendező)
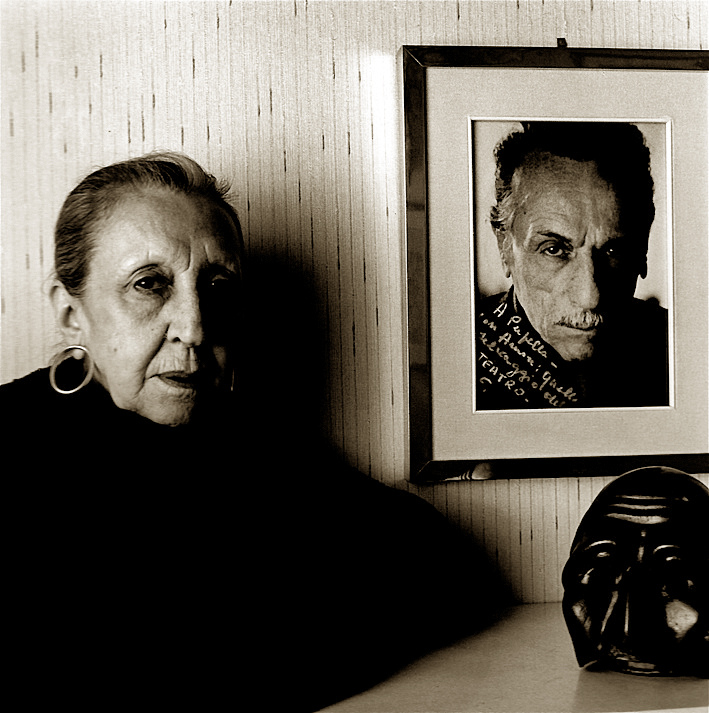
Pupella Maggio (színésznő)
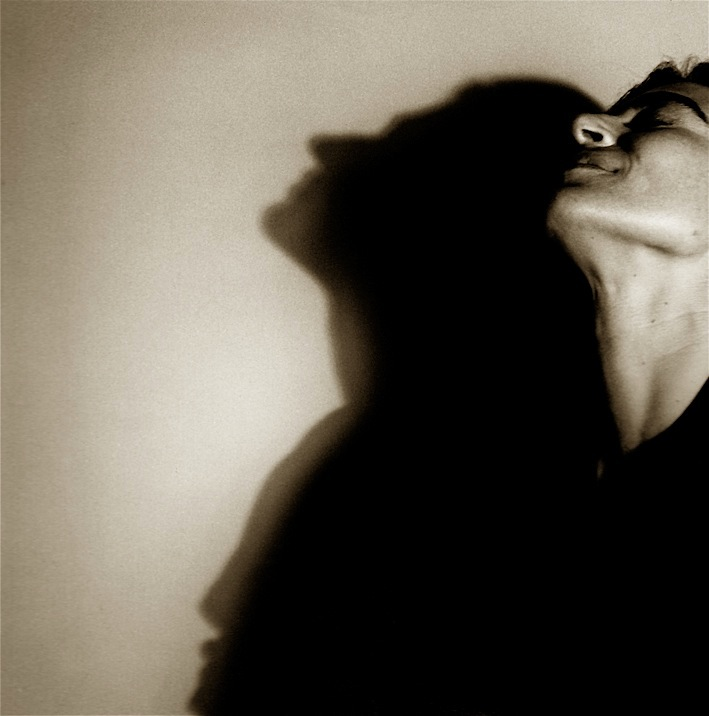
Lina Sastri (színésznő)

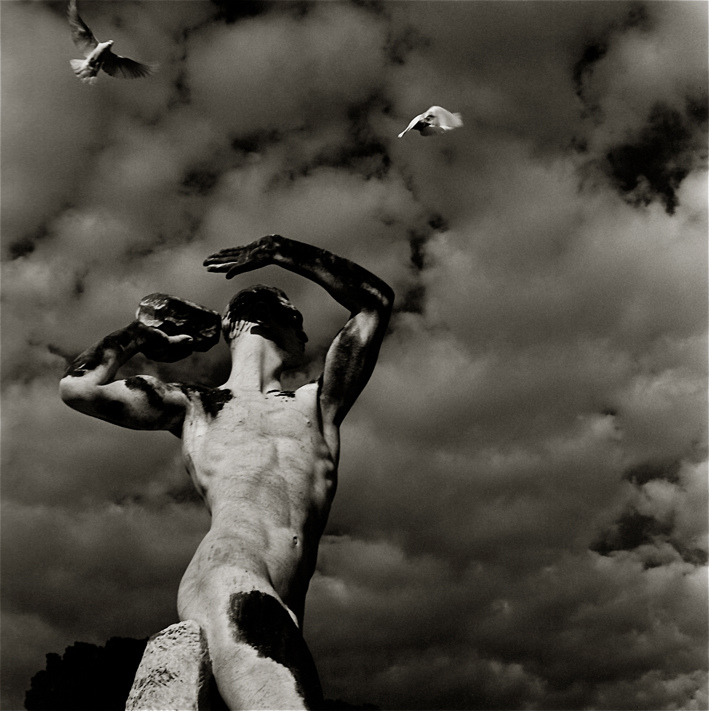
Róma
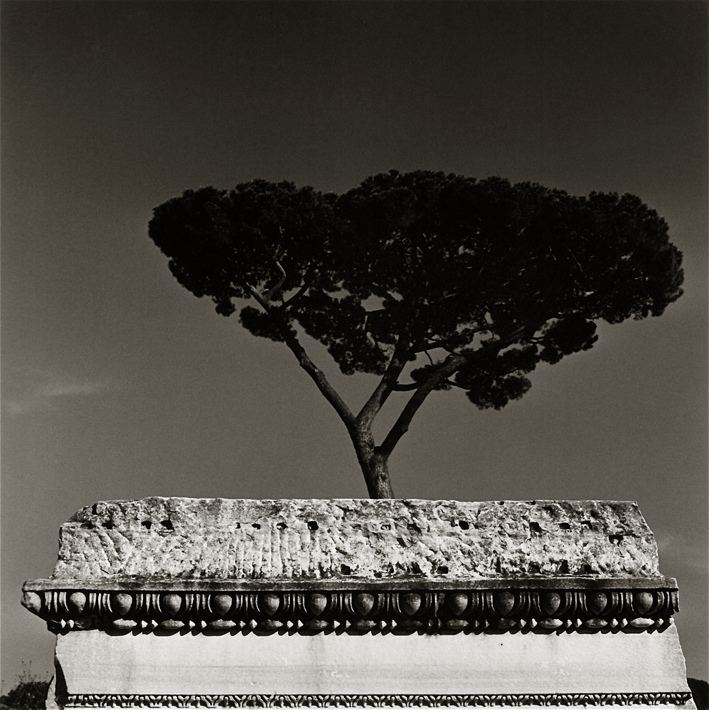
Róma
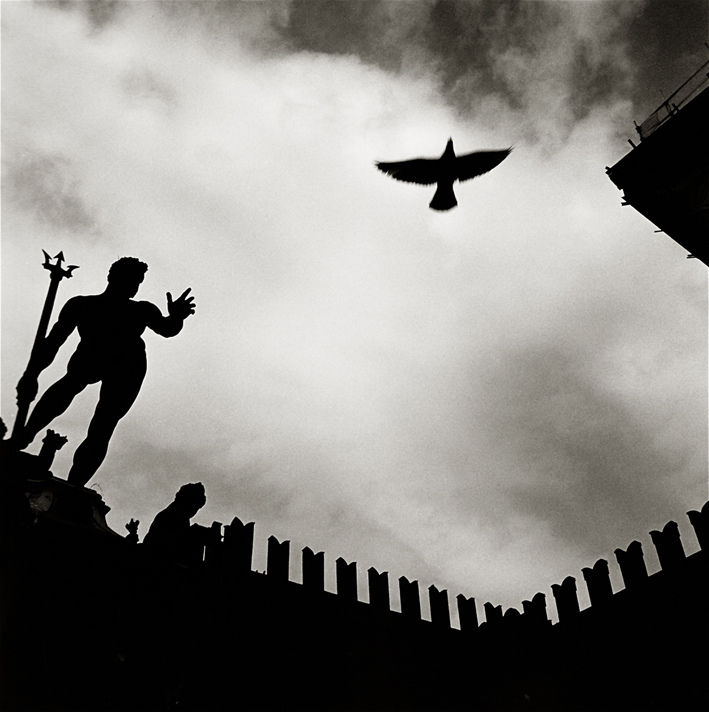
Bologna
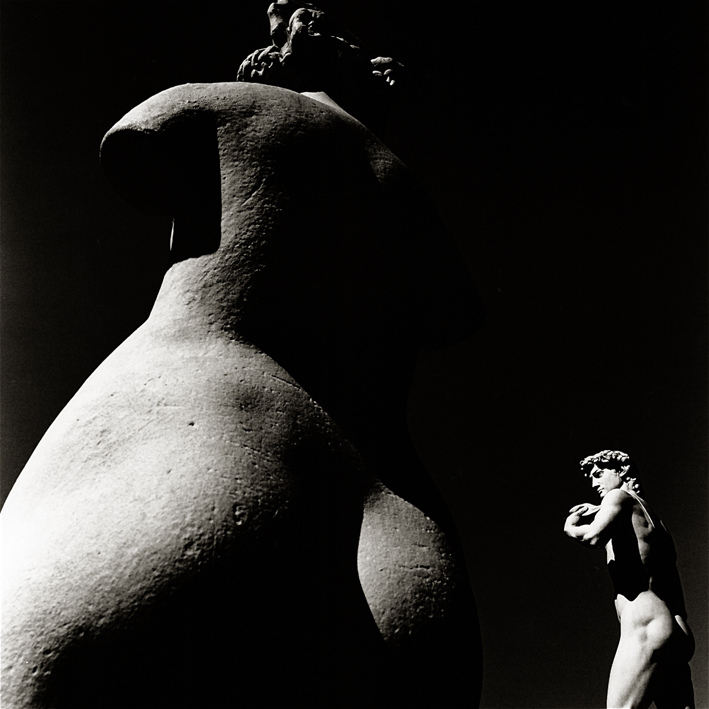
Firenze
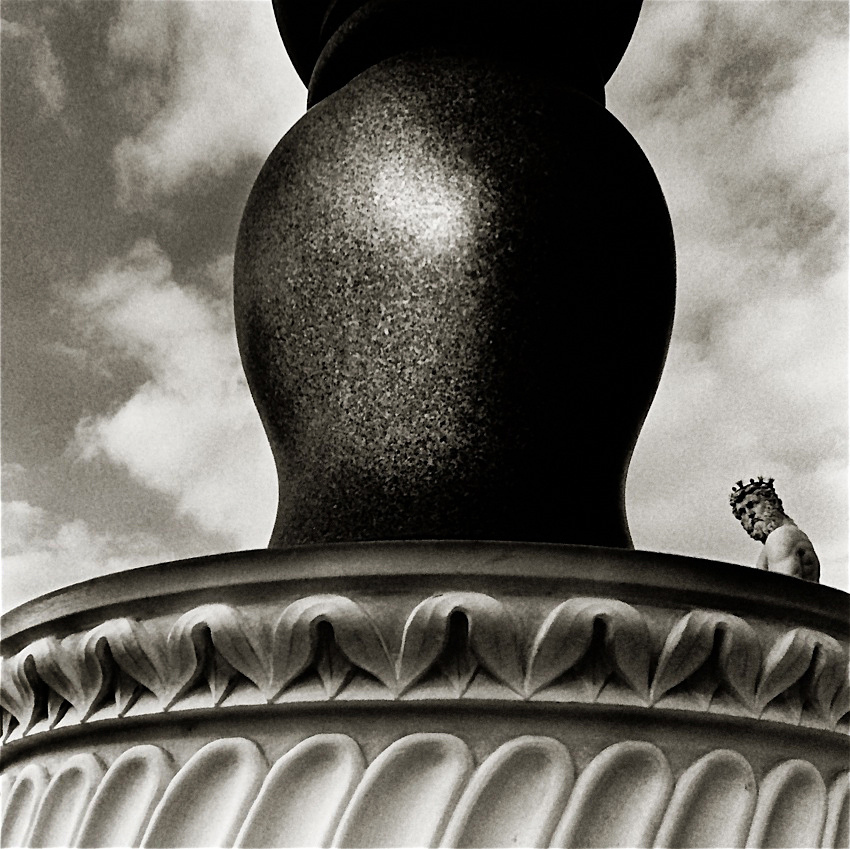
Firenze
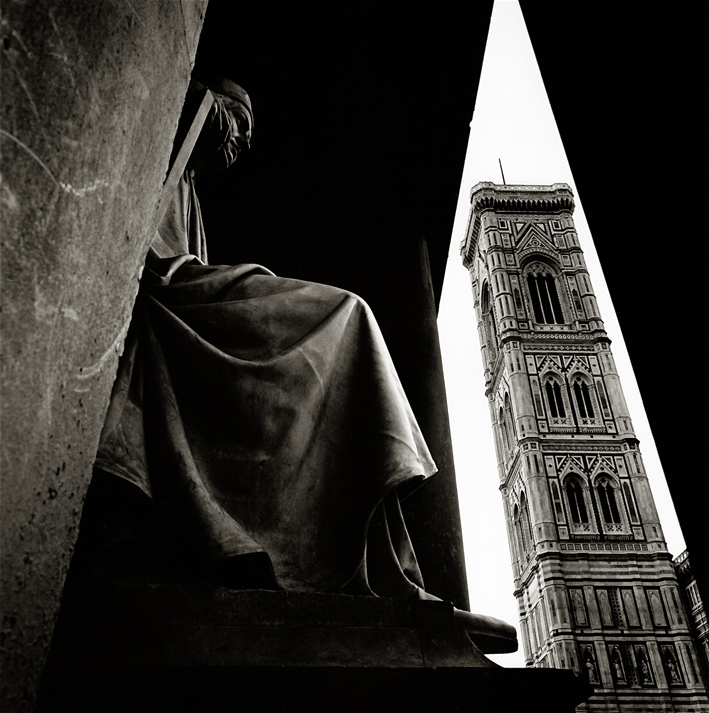
Firenze

## Külső hivatkozások
- (angolul) https://web.archive.org/web/20120406002556/http://www.hasselblad.com/hoc/photographers/augusto-de-luca.aspx Hasselblad – De Luca (Olaszország)
- (olaszul) https://web.archive.org/web/20120425105044/http://www.artelabonline.com/articoli/view_article.php?id=5196 Firenze – Artelab
- (olaszul) https://web.archive.org/web/20111022071011/http://www.fotoup.net/000Intervista/2789/augusto-de-luca Witness Journal – interjú
- (olaszul) https://web.archive.org/web/20120319024147/http://www.italoeuropeo.it/interviste/intervista--graffiti-hunter-augusto-de-luca-si-racconta/ ItaloEuropeo – interjú
- (angolul) https://web.archive.org/web/20140326085604/http://www.hasselblad.com/hoc/photographers/italian-photography.aspx Hasselblad – Italian Photography
- (olaszul) https://web.archive.org/web/20120126101855/http://www.polaroidartitaly.it/elgg/pg/profile/AUGUSTODELUCA Polaroid Art Italy